# Tailàndia
Tailàndia (ประเทศไทย en tailandès), formalment Regne de Tailàndia (ราช อาณาจักร ไทย, Ratcha-anachak Thai, en tailandès), és un estat del sud-est asiàtic que limita a l'est amb Laos (gran part d'aquesta frontera la forma el riu Mekong), al sud-est amb Cambodja, al sud amb el golf de Siam i Malàisia, i a l'oest amb el mar d'Andaman i Myanmar. És un dels quaranta-nou països que componen el continent asiàtic. Té una extensió de 513.115 km² i uns 65,5 milions d'habitants el 2011 (el 20è país més poblat del món), la qual cosa suposa una densitat de població d'uns 128 hab/km². La seva capital i la ciutat més poblada és Bangkok (Krung Thep Maha Nakhon), centre de l'activitat política, comercial i industrial de l'estat.
El país era conegut com a Siam. Aquest nom fou canviat per primera vegada el 1939 per Prathet Thai (ประเทศไทย) i novament el 1949 (havent estat revertit durant la Segona Guerra Mundial). Prathet significa 'país' i la paraula tai (ไทย) significa 'lliure' o 'llibertat' en l'idioma tailandès, paraula que també és el nom del grup ètnic majoritari de Tailàndia (ètnia que va trobar la llibertat fa més de dos mil·lennis, en arribar a aquesta regió fugint dels xinesos). Això fa que Prathet Thai pugui traduir-se com 'País de Gent Lliure'. En traduir a l'anglès Prathet Thai va passar a ser Thailand ('Terra dels Tai'), i d'aquí la traducció «Tailàndia» en català.
Al voltant del 75% de la població ètnica és tailandesa, 14% és d'origen xinès i el 3% és d'origen malai; la resta pertany a grups minoritaris, inclòs els mon, khmer i diverses tribus de les muntanyes. L'idioma oficial de l'estat és el tailandès. La principal religió n'és el budisme, practicat pel 95% de la població. Tailàndia va experimentar un ràpid creixement econòmic entre 1985 i 1996. Avui dia és un país recentment industrialitzat i gran exportador. El turisme també contribueix significativament a l'economia estatal. A Tailàndia hi ha 2,2 milions d'immigrants, i cal destacar que aquesta terra també atreu expatriats de països en desenvolupament.

## Etimologia
Tradicionalment, Tailàndia era coneguda com a Siam, nom que va ser oficial fins a l'11 de maig de 1949. La paraula thai (ไทย), que designa els tailandesos o grup majoritari de Tailàndia, no és exactament la mateixa paraula (ไท) que vol dir "lliure" en llengua tai. Tot i això, molts textos afirmen que el nom de Tailàndia prové de la paraula "lliure".
Tampoc s'ha de confondre el grup majoritari "thai" amb un altre grup ètnic de Tailàndia, el grup "tai", al qual pertany la minoria ètnica Saek, que també es troba a Laos.
Ratcha Anachak Thai (ราชอาณาจักรไทย) significa 'Regne de Tailàndia'. Etimològicament el nom deriva de -Ratcha- (del sànscrit raja: 'rei' o 'reial'); -ana- (de ājñā: 'llei' o 'autoritat') i de -chak (de cakraṃ: 'roda', un símbol de poder).

## Història

### Antiguitat
Durant molt de temps, els historiadors havien assumit que la zona que ara ocupa Tailàndia estava pràcticament deshabitada durant els temps prehistòrics. Tot i així, ja s'havien detectat indicis aïllats d'assentaments prou antics, que arribaven fins al 5000 aC. S'havien trobat també pintures rupestres a Phu Phrabat (província d'Udon Thani) i a Pha Taem, a la vora d'Ubon Ratchathani. Les teories que defensen que Tailàndia estava deshabitada varen ser desqualificades definitivament l'any 1967, quan es descobriren els vestigis d'una cultura desconeguda a Ban Chiang, a prop d'Udon Thani. Aquestes restes arqueològiques tenen una antiguitat d'uns 5.000 anys (3000 aC) i corresponen a l'edat del bronze. Els objectes trobats indiquen que es tracta d'una societat amb principis d'organització. Els habitants d'aquest lloc havien desenvolupat útils de bronze i havien començat el conreu de l'arròs. Fins ara s'han pogut trobar sepultures, nombroses peces de ceràmica decorada i altres objectes. Aquestes excavacions foren declarades Patrimoni mundial de la UNESCO, l'any 1992.
Hi ha evidències d'hàbitat humà continuat des de fa 20.000 anys. Les primeres evidències de creixement de l'arròs s'han datat cap al 2000 aC. Les primeres ciutats, Nakhon Pathom, Ratchaburi i Singburi, probablement varen ser fundades ja fa uns 2.000 anys a la plana central de Tailàndia. L'edat del bronze, en aquesta zona, va aparèixer cap al 1250-1000 aC. Actualment es considera que Ban Chiang, al nord-est de Tailàndia, és el primer centre de producció de coure i bronze que es coneix al sud-est asiàtic. El ferro va aparèixer al voltant de l'any 500 aC.
Vers els segles vi i vii, una sèrie de pobles originaris del sud de la Xina varen envair el territori del nord de Tailàndia i l'Isaan, i fundaren assentaments a la vora dels grans rius, com el Mekong i Salween. Aquests pobladors varen desplaçar els habitants originaris. Aquesta teoria es basa en les afinitats lingüístiques i en el fet que els tailandesos són ètnicament molt similars als xinesos. El Regne de Funan fou el primer regne del sud-est asiàtic (segle II aC) prou poderós. Al segle vi, el poble mon va establir un principat a Dvaravati i el Regne de Hariphunchai. Al segle ix, els khmers van establir un Imperi Khmer amb capital a Angkor. Al segle x, Tambralinga fou un estat malai que controlava el comerç a través de l'estret de Malaca. La península d'Indoxina va estar fortament influenciada per la cultura i les religions de l'Índia, des del Regne de Funan fins a l'Imperi Khmer.
Els tailandesos pertanyen a l'ètnia tai, que es caracteritza per unes arrels lingüístiques comunes. Hi ha cròniques xineses que esmenten per primera vegada els pobles tai al segle vi aC. Si bé hi ha moltes hipòtesis sobre l'origen dels pobles tai, David K. Wyatt, historiador reconegut sobre Tailàndia, argumenta que els avantpassats que habiten actualment Laos, Tailàndia, Birmània, Índia i Xina provenen de la zona de Điện Biên Phủ al voltant del segle v i VIII. Els habitants de la zona van començar a emigrar cap a la Tailàndia actual al voltant del segle xi, territori que en aquella època ocupaven individus mon i khmer. Així, la cultura tailandesa va estar influenciada per cultures indígenes, mon i khmer.

### Els primers estats
El Regne de Funan és la primera entitat política a Indoxina; es desenvolupa en el delta del Mekong i comprenia territoris dins la Tailàndia actual. Alguns documents xinesos confirmen l'existència de Funan a principis del segle i aC, però la documentació arqueològica indica una extensa història d'assentaments humans ja a partir del segle iv aC. Els regnes Langkasuka i Tambralinga, a la península de Malaca, apareixen en els textos xinesos cap al segle v. A més de Funan, aquests estats es caracteritzen per una estructura completament desenvolupada i, després de segles d'interacció comercial i socioeconòmica amb l'Índia, havien adoptat i incorporat elements de la cultura, la religió, l'administració, l'epigrafia, la literatura i l'arquitectura hindús.
El principat mon de Dvaravati apareix cap a la meitat del primer mil·lenni a la part baixa de la vall del riu Chao Phraya, a la Tailàndia central actual. A diferència de Funan, Langkasuka i Tambralinga, que es trobaven al centre de la xarxa comercial internacional, Dvaravati es va mantenir relativament aïllada. Encara que era diferent, la sofisticada cultura mon de Dvaravati es basa en la cosmologia hindú. El seu estil artístic característic –com ara les característiques facials, especialment dels ulls–, han influït en l'escultura tailandesa fins a l'actualitat.
Durant el segle xiii, el poble tai van fundar diverses ciutats estat i principats, i el Regne de Sukhothai és considerat convencionalment com el primer estat tai de la regió. Va ser fundat l'any 1238 i el seu desenvolupament coincideix en el temps amb una etapa de desastres que provocà la caiguda de l'Imperi Khmer, entre els segles XIII i XV. Un segle més tard, a mitjan segle xiv, el Regne d'Ayutthaya reemplaça Sukhothai com a potència dominant a Siam. Després del saqueig d'Angkor per Ayutthaya el 1431, gran part de la cort khmer és obligada a exiliar-se a Ayutthaya, portant amb si els seus rituals i costums, d'inspiració hindú. Molts d'aquests costums són assimilats posteriorment per la cultura ayutthaya.

### Elseglexx

Escut del regne de Siam

El Regne de Siam fou un dels pocs de l'Àsia que no va patir els efectes de la colonització per part de les potències europees. Siam va reeixir a mantenir la seva independència fins a l'època del postcolonialisme. Tot i així, el país va ser ocupat pels japonesos durant la Segona Guerra Mundial i el 1946 esdevingué membre de l'ONU.
Durant les guerres del temps de la Guerra freda que varen assolar la zona, Tailàndia va poder mantenir-se al marge de les catàstrofes bèl·liques que destruïren els països veïns, com Vietnam, Laos i Cambodja. Tot i això, entre 1964 i 1976, el govern tailandès va permetre que la Força Aèria dels Estats Units d'Amèrica tingués com a base aeroports per als bombarders que bombardejaven el Vietnam del Nord i altres instal·lacions estratègiques dels Estats Units al seu territori (Korat, U-Tapao, Ubon Ratchathani i Udon Thani). La presència massiva de militars americans a les bases aèries d'arreu del país va fer proliferar els bars i hotels dedicats a la prostitució. Acabada la Guerra del Vietnam, els militars americans varen tornar als Estats Units, però la prostitució va continuar i també la tendència a visitar Tailàndia pel turisme sexual.

### Els cops d'estat de 2006 i de 2014
El 19 de setembre de 2006 hi va haver un cop d'estat contra el primer ministre, mentre aquest es trobava fora del país assistint a l'Assemblea General de l'ONU celebrada a Nova York. Els colpistes van declarar la llei marcial i la seva lleialtat al rei de Tailàndia. El general Sondhi Boonyaratklin, líder dels colpistes que van prendre el poder a Tailàndia, enderrocant al primer ministre Thaksin Shinawatra, va declarar que el cop d'estat era necessari per a posar fi a mesos de crisi política i corrupció. El rei governant va reconèixer el cop d'estat i va reconèixer les causes que hi donaren origen. El líder colpista va anunciar que crearia un govern interí i va afirmar que en un any convocaria eleccions.
Prop de 5.300 persones van morir a causa de la violència a la regió des que el moviment separatista islàmic, format per mitja desena de grups, va reprendre la lluita armada el gener de 2004. Els insurgents denuncien la discriminació que pateixen per part de la majoria budista de l'estat i exigeixen la creació d'un estat islàmic que integri les tres províncies que van configurar l'antic sultanat de Pattani, annexionat per Tailàndia fa un segle.
El 2010, varen tenir lloc unes protestes amb l'objectiu d'enderrocar el govern del llavors primer ministre Abhisit Vejjajiva i per aplanar la tornada de l'exprimer ministre Thaksin Shinawatra (un polític populista que compta amb nombrosos seguidors entre la població més humil). Després dels comicis de 2011, Tailàndia fou governada pel partit Pheu Tailandès, del qual Thaksin és líder de facto. La seva germana Yingluck Shinawatra va ser nomenada primera ministra fins al maig de 2014, quan el Tribunal Constitucional tailandès en va forçar la destitució, acusant-la d'abús de poder. El 20 de maig de 2014, l'exèrcit va declarar l'estat d'excepció i la llei marcial. Si bé inicialment l'exèrcit va manifestar que no tenia intenció de donar un cop d'estat, sinó garantir l'ordre públic, el 22 de maig el cap de l'exèrcit, el general Prayut Chan-o-cha, va anunciar el cop d'estat militar.

## Geografia física
A Tailàndia hi ha diverses regions naturals. Aquestes corresponen en part a les regions administratives. La part nord és muntanyosa, amb la serralada de Daen Lao a l'extrem nord i les muntanyes de Dawna, Thanon Thong Chai (amb el punt més alt de l'estat, Doi Inthanon de 2.565 m), Khun Tan, Phi Pan Nam i les muntanyes de Luang Prabang alineades de nord a sud.
El nord-est, Isaan, conté l'altiplà de Korat, amb les elevacions de Phu-Phan al nord i les muntanyes de Phetchabun i de Sankamphaeng a l'oest. Vers l'est l'Isaan es troba limitat pel riu Mekong i al sud per les muntanyes de Dangrek. Les muntanyes Cardamom s'estenen des de Cambodja, i penetren a l'est de Tailàndia no gaire lluny de la costa.
El centre de Tailàndia està dominat per la plana del riu Chao Phraya, que aboca al golf de Siam. A l'oest les muntanyes de Tenasserim s'estenen de nord a sud formant una frontera natural amb Myanmar al llarg de l'istme de Kra, amb el mar d'Andaman a l'oest, fins a la península de Malaca.

## Clima
Mentre que la major part de Tailàndia té un clima tropical, humit i sec, o un clima de sabana (Aw) d'acord amb la classificació climàtica de Köppen, el sud i l'extrem oriental tenen un clima tropical monsònic (Am). Arreu del país, les temperatures varien normalment entre un màxim de 38°C (100°F) i una mínima de 19°C (66°F). Durant l'estació seca, la temperatura augmenta dramàticament al llarg de la segona meitat de març, superant els 40°C en algunes zones a mitjan abril, quan el sol passa pel seu punt més alt.
Els monsons del sud-oest, que arriben entre maig i juliol (excepte al sud), són el senyal de l'arribada de la temporada de pluges (ruedu fons), que dura fins a l'octubre i els núvols que cobreix el país fan que es redueixi la temperatura de nou, però l'alta humitat que s'experimenta fa que el clima es transformi en molt càlid i xafogós. Novembre i desembre marquen l'inici de la temporada seca i de temperatures, que a la nit en els territoris més alts ocasionalment poden provocar gelades. Les temperatures comencen a pujar al gener, i un sol calent marca el paisatge. L'estació seca és més curta al sud a causa de la proximitat del mar a totes les parts de la península de Malaca. Amb poques excepcions, totes les àrees del país reben pluja suficient, però la durada de la temporada de pluges i la quantitat de pluja varien considerablement de regió a regió i amb l'altitud. El nord-est experimenta una llarga estació seca, tot i que en la temporada 2007/2008 només va durar des de finals de novembre fins a mitjan març. Els seus sòls argilosos vermells (laterita) retenen l'aigua, i això limita el seu potencial agrícola en molts cultius, però és ideal per mantenir l'aigua en els arrossars i els embassaments locals. El bon drenatge i els al·luvions sorrencs fan de la plana d'inundació del Mekong un terreny molt fèrtil, amb el cultiu de tomàquets a escala industrial, i el tabac i la pinya com a principals productes.
| Temps a Tailàndia                                                 |                    |                    |    |    |    |     |     |     |     |     |     |     |     |    |
| Mesos:                                                            | Mesos:             | Mesos:             | G  | F  | M  | A   | M   | J   | J   | A   | S   | O   | N   | D  |
| Chiang Mai                                                        | Temp. màx. mitjana | Temp. màx. mitjana | 29 | 32 | 34 | 36  | 34  | 32  | 31  | 31  | 31  | 31  | 30  | 28 |
| Chiang Mai                                                        | Temp. míx. mitjana | Temp. míx. mitjana | 13 | 14 | 17 | 22  | 23  | 23  | 23  | 23  | 23  | 21  | 19  | 15 |
| Chiang Mai                                                        | Sol                | hores/dia          | 9  | 10 | 9  | 9   | 8   | 6   | 5   | 4   | 6   | 7   | 8   | 9  |
| Chiang Mai                                                        | Pluja              | mm/mes             | 7  | 11 | 15 | 50  | 140 | 155 | 190 | 220 | 290 | 125 | 40  | 10 |
| Chiang Mai                                                        | Pluja              | dies/mes           | 1  | 1  | 2  | 5   | 12  | 16  | 18  | 21  | 18  | 10  | 4   | 1  |
| Phuket                                                            | Temp. màx. mitjana | Temp. màx. mitjana | 31 | 32 | 33 | 33  | 31  | 31  | 31  | 31  | 30  | 31  | 31  | 31 |
| Phuket                                                            | Temp. míx. mitjana | Temp. míx. mitjana | 23 | 23 | 24 | 25  | 25  | 25  | 25  | 24  | 24  | 24  | 14  | 14 |
| Phuket                                                            | Sol                | hores/dia          | 9  | 9  | 9  | 8   | 6   | 6   | 6   | 6   | 5   | 6   | 7   | 8  |
| Phuket                                                            | Pluja              | mm/mes             | 35 | 40 | 75 | 125 | 295 | 265 | 215 | 246 | 325 | 315 | 195 | 80 |
| Phuket                                                            | Pluja              | dies/mes           | 4  | 3  | 6  | 15  | 19  | 19  | 17  | 17  | 19  | 19  | 14  | 8  |
| Referència: "Saisons et climats 2003" Hachette ISBN 2-01-243799-0 |                    |                    |    |    |    |     |     |     |     |     |     |     |     |    |

## Divisió administrativa
Tailàndia està dividida en 75 províncies (จังหวัด, changwat), a banda de la capital. Cada província està subdividida en districtes (amphoe).
Les províncies estan agrupades en 6 regions: 
- Nord. Antiga seu del Regne de Lanna, independent fins al segle xvi. La ciutat més important d'aquesta regió coberta de muntanyes és Chiang Mai, la segona ciutat més poblada de Tailàndia. Hi ha moltes ètnies minoritàries al nord, que inclou la zona anomenada el "Triangle d'Or".
- Nord-est (Isaan). Extensa regió agrícola, semiàrida, situada a l'altiplà de Khorat. L'Isaan constitueix la zona econòmicament més endarrerida de Tailàndia. Ètnicament i lingüística els habitants del nord-est tenen molta afinitat amb el grup ètnic lao, grup majoritari de Laos, país veí.
- Central. La plana al·luvial del riu Chao Phraya i antiga seu del Regne d'Ayutthaya n'inclou la capital, Bangkok. És la regió més poblada. Té 19 províncies.
- Est i Litoral. Petita regió de set províncies situada entre la costa del golf de Siam i Cambodja.
- Sud - Costa Est. La zona de l'istme de Kra que dona al golf de Siam. Inclou les províncies de majoria musulmana de Yala, Pattani i Narathiwat.
- Sud - Costa Oest. Les illes i la costa del mar d'Andaman. Zona molt turística, que inclou l'illa de Phuket. Hi ha 6 províncies, de les quals una limita amb Malàisia.

A part d'aquestes divisions hi ha 6 àrees metropolitanes:
- Àrea Metropolitana de Bangkok.
- Àrea Metropolitana de Chiang Mai.
- Àrea Metropolitana de Pattaya-Chonburi.
- Àrea Metropolitana de Greater Hatyai-Songkhla.
- Àrea Metropolitana de Nakhon Ratchasima (Korat).
- Àrea Metropolitana de Phuket Province.

## Economia
Després de gaudir de la taxa més gran de creixement mundial des del 1985 fins al 1995, amb una mitjana del 9% anual, va incrementar-se la pressió especulativa sobre la moneda tailandesa, el baht, que el 1997 va portar a una crisi que deixà al descobert debilitats del sector financer i va forçar el govern a vendre la moneda. Llargament estancat en 25 davant el dòlar estatunidenc, el baht va arribar a la seva cota més baixa (56 baths el dòlar) el gener de 1998, i l'economia es contragué al voltant d'un 10,2% en aquell mateix any. La crisi es va estendre fins a convertir-se en una crisi financera del sud-est asiàtic.
Tailàndia va entrar en una fase de recuperació l'any següent: s'expandí un 4,2% i cresqué un 4,4% el 2000, en gran part pel fet que les fortes exportacions es van incrementar al voltant d'un 20% aquell mateix any. El creixement es va suavitzar per la desacceleració de l'economia global durant el 2001, però es recuperà als anys següents a causa del fort creixement de la Xina, i gràcies a diversos programes d'estimulació interna dins de les polítiques "Dual-Track", promogudes pel primer ministre Thaksin Shinawatra. El creixement del 2003 es va estimar en un 6,3% i va incrementar-se fins a un 8% i un 10%, els anys 2004 i 2005 respectivament.
Tailàndia està en camí de convertir-se en l'estat econòmicament més poderós del Sud-est asiàtic i en un dels estats més poderosos de l'Àsia, entrant a competir amb països més avançats d'occident.

### Rànquings internacionals
| Organització                                          | Enquesta                                                                 | Rànquing   |
| ----------------------------------------------------- | ------------------------------------------------------------------------ | ---------- |
| Heritage Foundation/The Wall Street Journal           | Índex de Llibertat Econòmica                                             | 50 de 157  |
| A. T. Kearney/Revista Foreign Policy                  | Global Services Location Index 200 Arxivat 2010-03-30 a Wayback Machine. | 4 de 50    |
| Reporters Sense Fronteres                             | Índex de llibertat de premsa mundial                                     | 134 de 169 |
| Transparència International                           | Índex de Percepció de Corrupció                                          | 84 de 179  |
| Programa de les Nacions Unides per al Desenvolupament | Índex de desenvolupament humà                                            | 78 de 177  |
| Fòrum econòmic mundial                                | Índex de Competitivitat Global (2008)                                    | 34 de 125  |

## Geografia humana i societat

### Demografia
Població: 65.068.149 (2007), 64.265.276(2003).

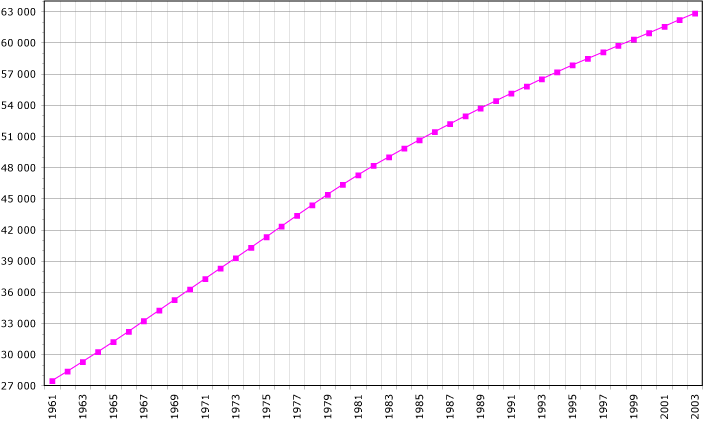
Evolució de la població tailandesa entre 1961 i 2003, en milers d'habitants (xifres de la FAO, 2005)

Evolució demogràfica
- 1820 - 4,7 milions
- 1850 - 5,2 milions
- 1900 - 6,3 milions
- 1911 - 8,3 milions(cens)
- 1919 - 9,2 milions(cens)
- 1929 - 11,5 milions(cens)
- 1937 - 14,5 milions(cens)
- 1947 - 17,4 milions(cens)
- 1960 - 26,3 milions(cens)
- 1970 - 34,4 milions(cens)
- 1980 - 47 milions(cens)
- 1990 - 54,6 milions(cens)
- 2000 - 60,6 milions(cens)

| 1 | Bangkok           | 11.971.000 |
| 2 | Pattaya-Chon Buri | 1.003.839  |
| 3 | Chiang Mai        | 960.906    |
| 4 | Hat Yai-Songkhla  | 801.747    |
| 5 | Nakhon Ratchasima | 439.546    |

### Etnografia
La població tailandesa està dominada per les ètnies thai i lao, que conformen les tres quartes parts de la població de l'estat. Existeix també una àmplia comunitat xinesa, que històricament ha tingut un paper desproporcionadament significatiu en l'economia. Altres grups ètnics inclouen els malais al sud, els mon, els khmers i diverses tribus indígenes a les muntanyes.

### Llengües
L'idioma oficial de Tailàndia és el tailandès, siamès o "thai", que és una de les nombroses llengües del tronc tai, subgrup de la família de llengües tai-kadai. Llevat del thai, cap altre idioma del territori de l'estat té estatus oficial a Tailàndia. Altres idiomes parlats a Tailàndia són l'isaan i el phu thai a l'Isaan, el yawi a les zones frontereres amb Malàisia i el thai yuan o thai septentrional, conegut també amb els noms de lanna i de kam mueang. També cal esmentar el khmer, que es parla entre les minories cambodjanes del sud de l'Isaan, sobretot a la zona de la província de Surin i Si Saket. L'anglès és àmpliament ensenyat a les escoles.

### Religió

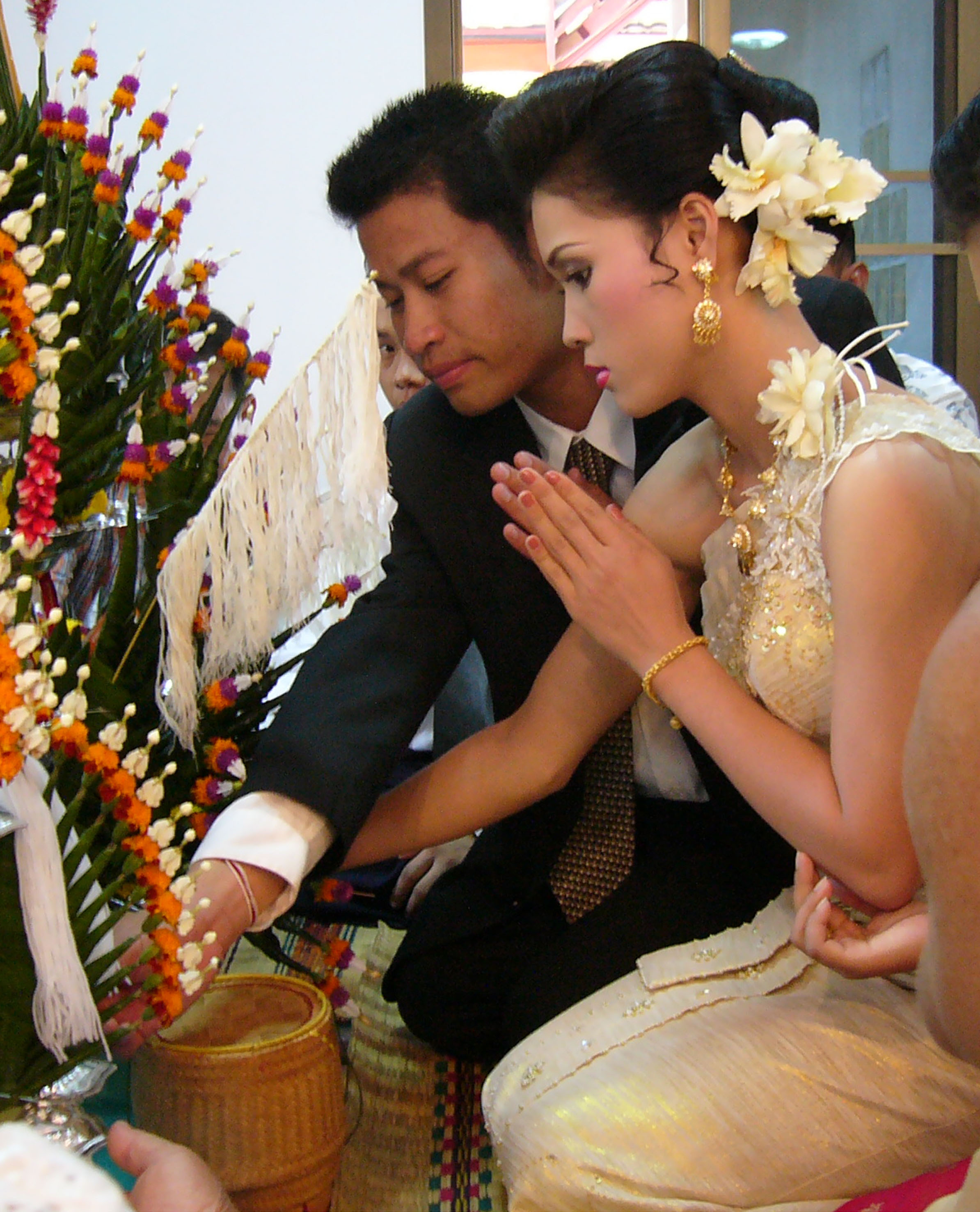
Casament tradicional a Tailàndia

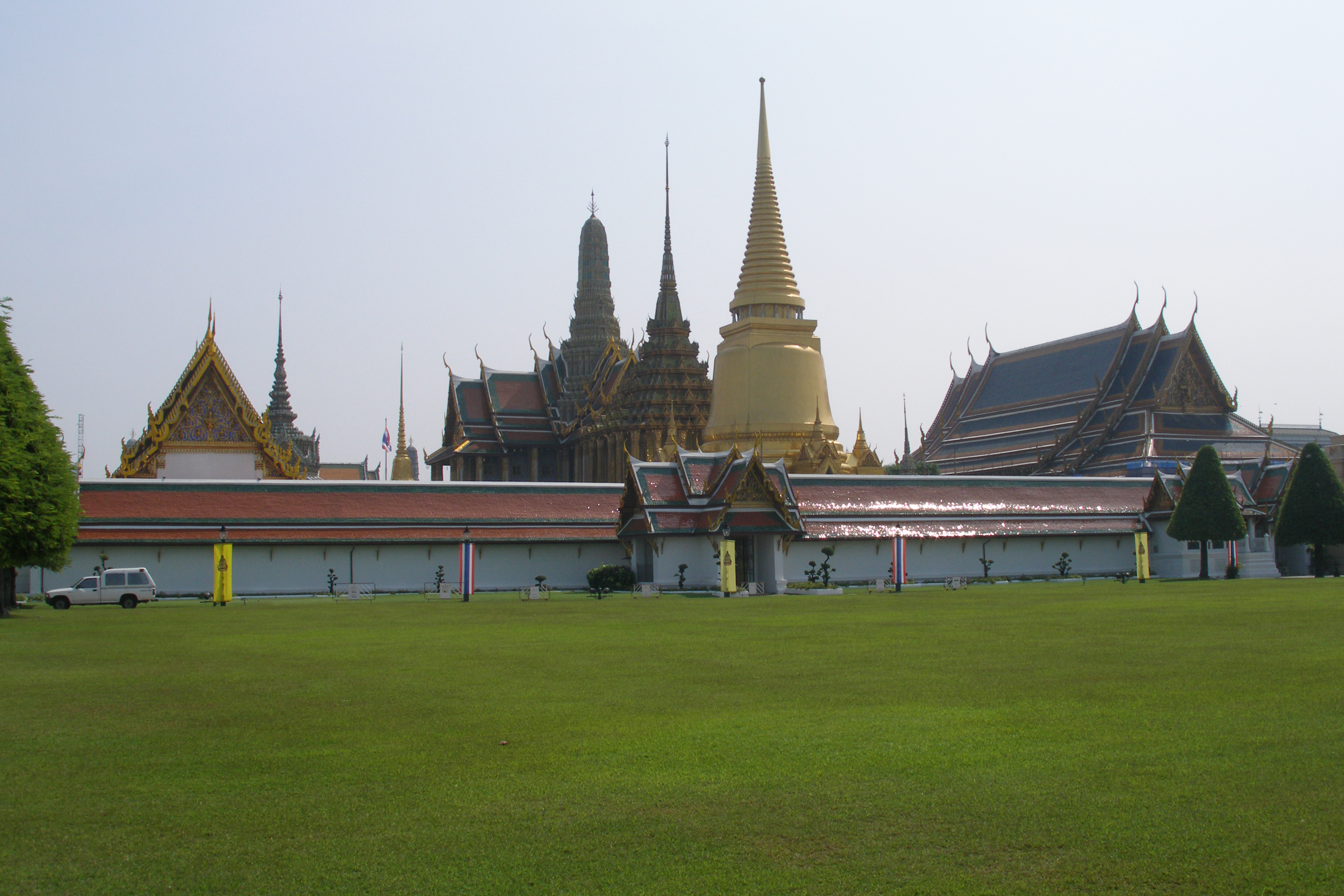
Wat Phra Kaew

Prop del 95% dels tailandesos són budistes, de la tradició theravada. Els musulmans són el segon grup religiós més gran de Tailàndia, amb el 4,6% de la població. A les províncies meridionals de Tailàndia -Pattani, Yala, Narathiwat i part de Songkhla Chumphon- domina la població musulmana, formada per tailandesos i malais ètnics. Molt sovint els musulmans viuen en comunitats separades dels no musulmans. L'extrem sud de Tailàndia és en la seva majoria ètnicament malai, i la majoria dels malais són sunnites. Els cristians representen el 0,5% de la població. Una comunitat petita, influenciada pels sikhs i alguns hindús, també viu a les ciutats del país, i està fortament involucrada en el comerç menor. Hi ha també una petita comunitat jueva, amb presència des del segle xvii. Des del 2001, els activistes musulmans s'han manifestat contra el govern central a causa de la suposada corrupció i els prejudicis ètnics per part dels funcionaris.

### Educació

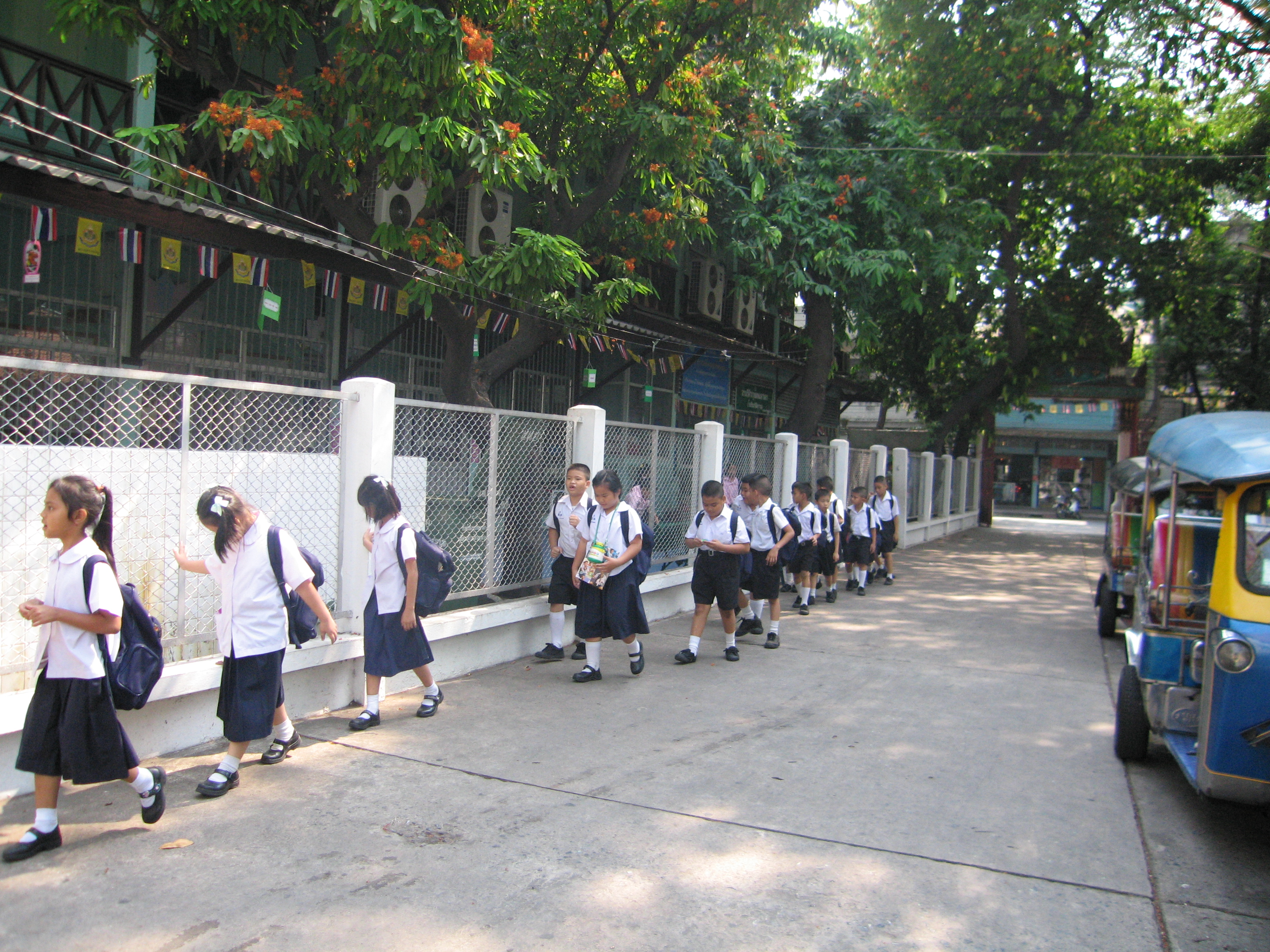
Estudiants de l'escola primària a Tailàndia

Tailàndia gaudeix d'un alt nivell d'alfabetització, i l'educació és proporcionada per un sistema ben organitzat d'escoles bressol, primària, secundària inferior i superior, nombrosos centres de formació professional i universitats. El sector privat de l'educació està ben desenvolupat i contribueix significativament a la disposició general de l'educació que el govern no pot complir amb els establiments públics. L'educació és obligatòria fins al 9è grau, i el govern ofereix educació gratuïta fins al 12è grau.
Tailàndia mai no va ser colonitzada, i el seu ensenyament es basa en gran manera en la memòria en comptes de la metodologia centrada en l'estudiant. L'educació, en un sentit modern, és relativament recent, i encara ha de superar alguns obstacles culturals força importants, per tal de garantir el desenvolupament i la millora de les seves normes.

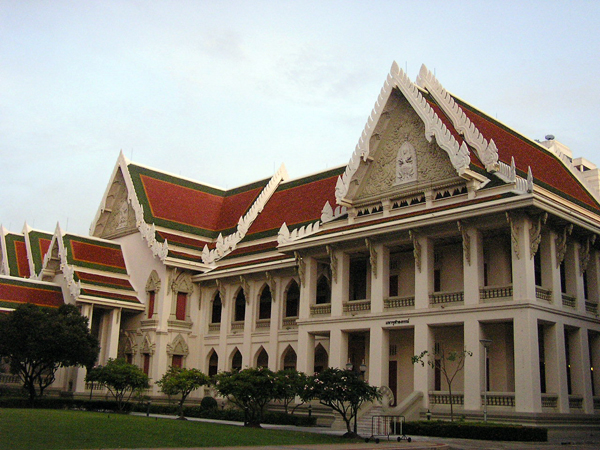
La Universitat de Chulalongkorn, establerta el 1917, és la més antiga de Tailàndia

L'establiment de plans d'estudis fiables i coherents per a l'ensenyament primari i secundari està subjecte a canvis tan ràpids que les escoles i els seus professors no sempre estan segurs del que se suposa que signifiquen per a l'ensenyament. Els autors i editors de llibres de text no són capaços d'escriure i imprimir noves edicions amb la rapidesa suficient per mantenir-se al dia amb la situació d'inestabilitat. La qüestió relativa a l'accés a la universitat, per tant, també ha estat en agitació constant durant un important nombre d'anys. No obstant això, l'educació ha fet un gran progrés des del 2001. La major part de l'actual generació d'estudiants obté coneixements informàtics, i els coneixements d'anglès van en augment, no sols en quantitat, sinó en qualitat.
Hi ha hagut preocupació en els darrers anys en relació amb les baixes puntuacions de coeficient intel·lectual de molts dels joves tailandesos. Un estudi d'un diari nacional informava que el Departament de Salut i el Departament de Salut Mental farien un esforç per lluitar contra la intel·ligència poc conreada, després de comprovar que el nivell mitjà de CI entre molts joves era menor de 80.
El 2006, el viceministre d'Educació, Watcher Phanchet, va informar que el quocient d'intel·ligència mitjana (CI) dels nens tailandesos, que era entre el 87 i 88 punts, romania en "categoria baixa" dins els rànquings internacionals. A més, amb l'excepció de la classe més benestant, el nivell d'anglès continua sent bastant baix.

## Cultura i lleure

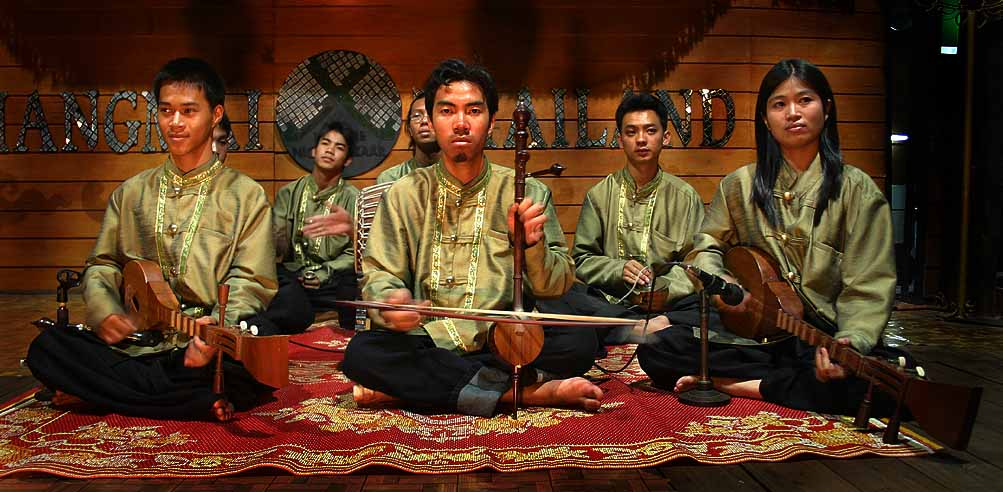
Grup de música cultural tailandesa

La cultura de Tailàndia està profundament influenciada pel budisme theravada, la religió oficial practicada per gairebé tota la població. També hi ha un 4% de musulmans i menys de l'1% de cristians. Gran part de les arts, pintura, escultura, arquitectura, dansa i música, han estat influenciades pel budisme i han estat al servei de les representacions tradicionals d'aquesta religió. D'acord amb els ensenyaments de Buda, els monjos practiquen l'ascetisme, cada matí vers les 6 hores van a cercar el seu aliment que obtenen dels residents i dels comerciants. Una dels seus artistes contemporanis més destacats és Araya Rasdjarmrearnsook.

### Gastronomia

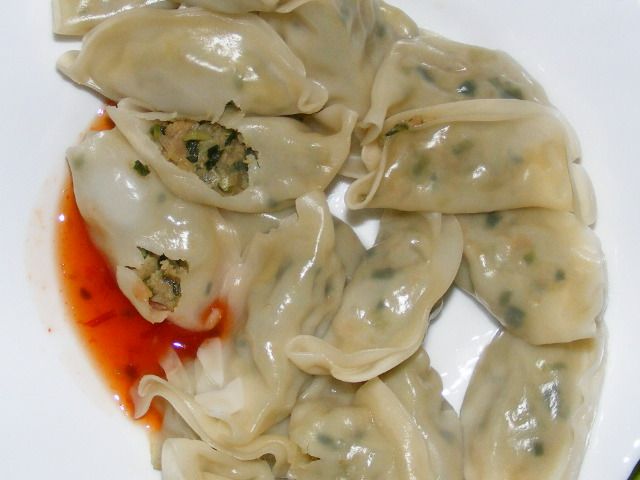
Kuai Tiau Pak Mo (ก๋วยเตี๋ยว ปากหม้อ). Una mena de raviolis locals. La cuina tailandesa és molt variada

La gastronomia tailandesa barreja cinc sabors fonamentals: dolç, picant, agre, amarg i salat. Alguns ingredients comuns utilitzats a la cuina són l'all, el bitxo, el suc de llimona dolça, l'herba cymbopogon i la salsa de peix. L'aliment bàsic és l'arròs, en particular la varietat coneguda com a arròs gessamí (també conegut com a arròs hom mali), que s'inclou en gairebé tots els àpats. Tailàndia és l'exportador més gran mundial d'arròs, i els habitants del país en consumeixen més de 100 kg per persona a l'any. El plat de la cuina tailandesa més internacional és el pad thai, tallarines d'arròs saltades amb ou, salsa de peix, salsa de soia, cacauets picats i altres ingredients.

### Esports
El Muay Thai, o boxa thai, és l'esport nacional de Tailàndia i és una de les arts marcials natives. Va aconseguir una gran popularitat en tot el món durant els anys 1990. Tot i que existeixen altres arts marcials similars en altres països del Sud-est asiàtic, molt pocs gaudeixen d'un reconeixement com el que el Muay Thai ha rebut amb les seves normes de "full-contact", permetent cops amb els colzes i els genolls, creant una nova especialitat: el kick boxing.
  Selecció de futbol de Tailàndia:
el futbol professional possiblement hagi pres la posició al Muay Thai com l'esport més vist i preferit per la societat contemporània de Tailàndia, i no és poc comú veure tailandesos donant suport als seus equips preferits de la Premier League anglesa.

#### Jocs Olímpics
Tailàndia està representada als Jocs Olímpics pel Comitè Olímpic de Tailàndia.
- Medalles:

| Jocs             | Or | Plata | Bronze | Total |
| Pequín 2008      | 2  | 2     | 0      | 4     |
| Atenes 2004      | 3  | 1     | 4      | 8     |
| Sydney 2000      | 1  | 0     | 2      | 3     |
| Atlanta 1996     | 1  | 0     | 1      | 2     |
| Barcelona 1992   | 0  | 0     | 1      | 1     |
| Seül 1988        | 0  | 0     | 1      | 1     |
| Los Angeles 1984 | 0  | 1     | 0      | 1     |
| Montreal 1976    | 0  | 0     | 1      | 1     |
| Totals           | 7  | 4     | 10     | 21    |

## Festivitats
| Data           | Festa (any 2011)            | Notes          |
| -------------- | --------------------------- | -------------- |
| 1 de gener     | Any nou                     |                |
| 3 de gener     | Any nou                     | Budista        |
| 18 de febrer   | Dia de Makha Bucha          |                |
| 6 d'abril      | Festa de la dinastia Chakri |                |
| 13 d'abril     | Maha Songkran               | Budista        |
| 14 d'abril     | Dia Nao                     | Budista        |
| 15 d'abril     | Maha Songkran i Taleung Sok | Budista        |
| 5 de maig      | Festa del coronament        |                |
| 16 de maig     | Pont                        |                |
| 17 de maig     | Visakha Bucha               | Budista        |
| 15 de juliol   | Asalha Bucha                |                |
| 12 d'agost     | Aniversari de la Reina      |                |
| 24 d'octubre   | Festa de Chulalongkoun      |                |
| 5 de desembre  | Aniversari del rei          | Festa nacional |
| 12 de desembre | Dia de la Constitució       |                |